# Pfarrzentrum St. Martin (Salzburg)

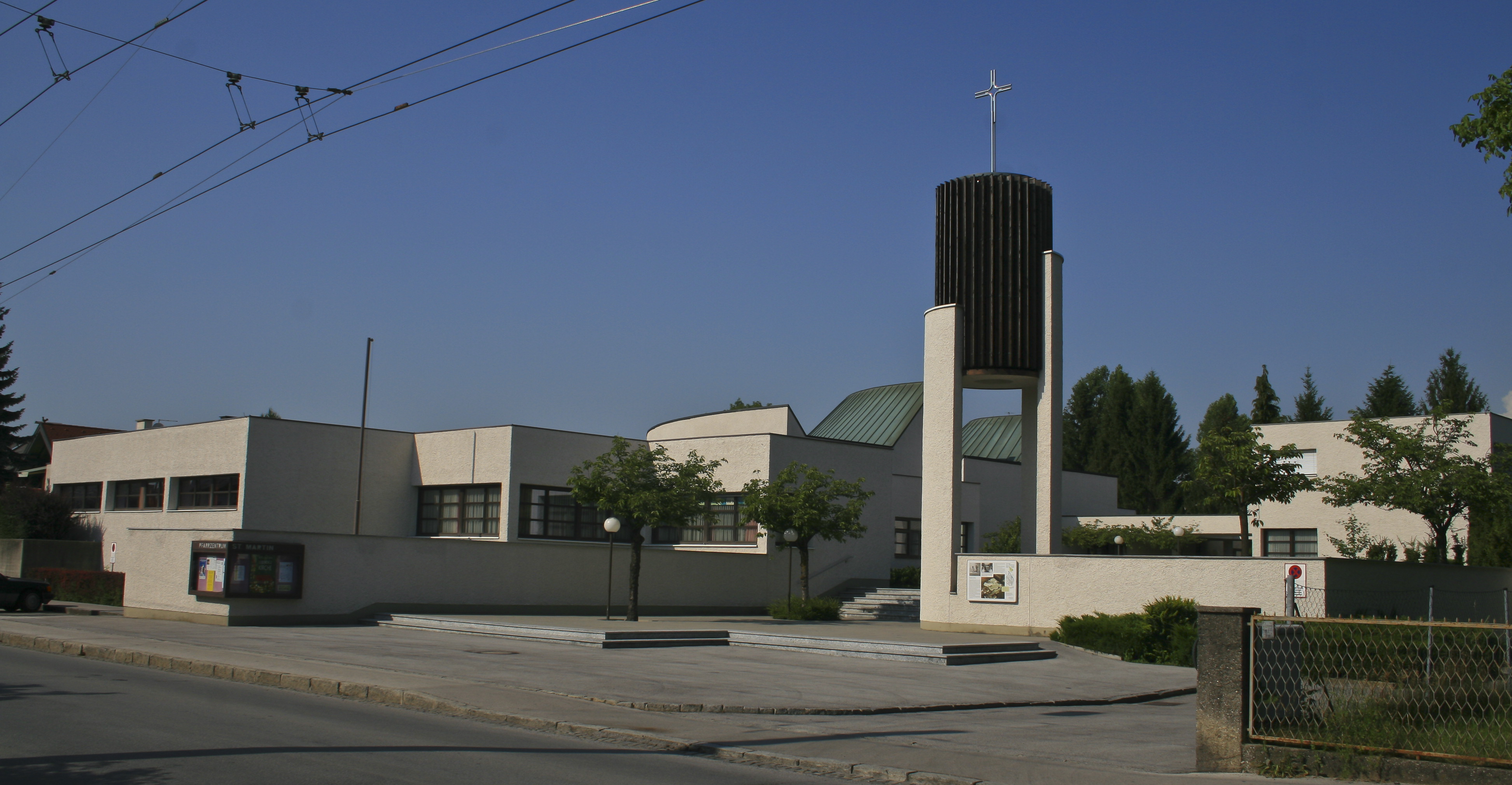
Katholisches Pfarrzentrum St. Martin in Salzburg-Liefering

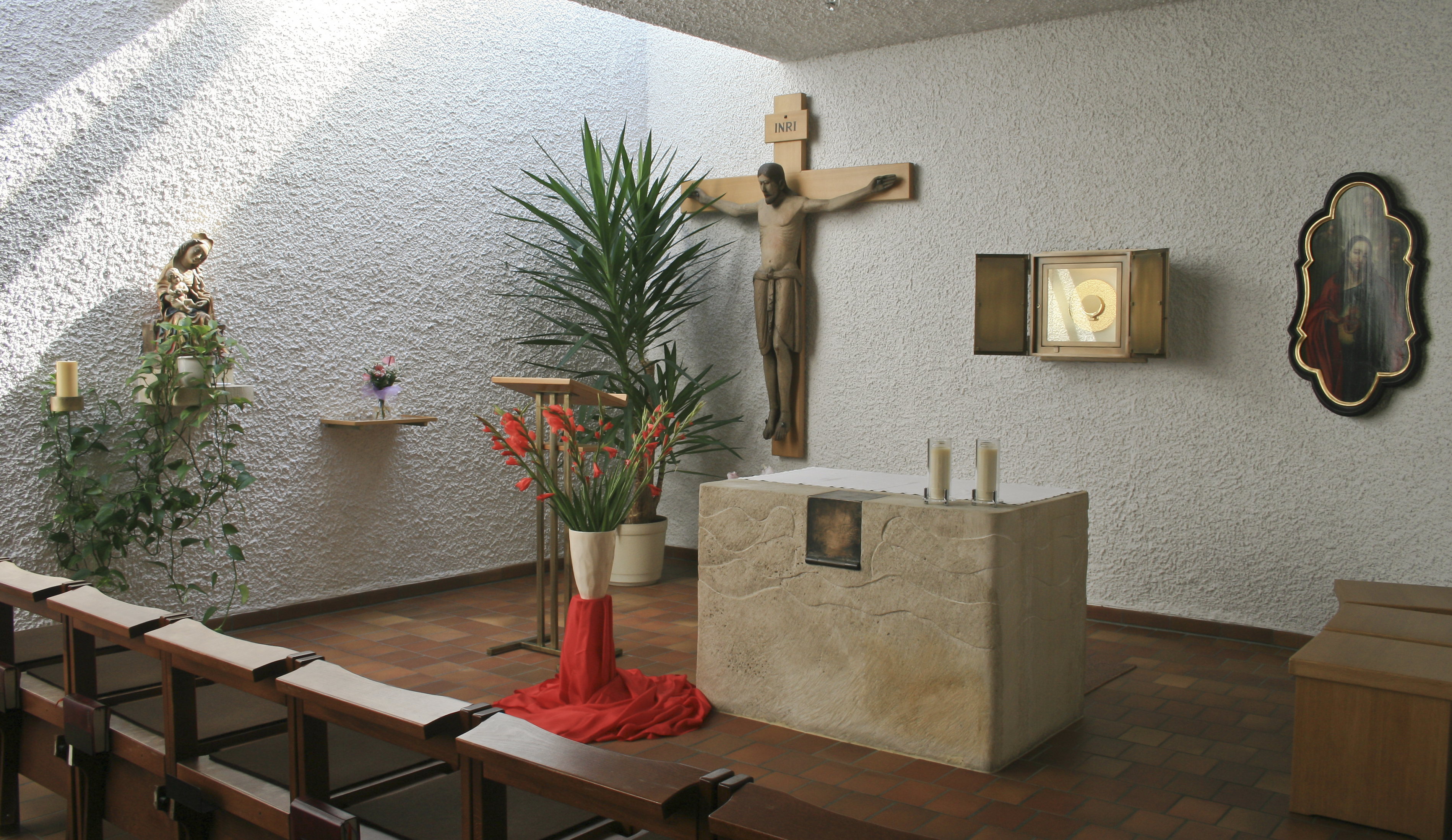
Altarraum

Das römisch-katholische Pfarrzentrum St. Martin Salzburg-Liefering steht in der Triebenbachstraße im Stadtteil Liefering in der Stadt Salzburg. Die dem Patrozinium hl. Martin von Tours unterstellte Pfarrkirche gehört zum Stadtdekanat Salzburg der Erzdiözese Salzburg.

## Beschreibung
Die Kirche wurde von 1970 bis 1973 nach den Plänen der Architekten Rüdiger Stelzer und Walter Hutter erbaut. Der Pfarrhof mit Pfarrsaal und integrierter Pfarrkirche hat einen freistehenden Glockenturm. Das Bronzekreuz und den Bronzetabernakel schuf der Bildhauer Friedrich Koller 1980.
Die Anlage steht unter Denkmalschutz (Listeneintrag).